# Tour della nazionale maschile di rugby a 15 della Romania 2006
Tra il 2004 e il 2007, la nazionale della Romania di "rugby a 15" si reca all'estero in poche occasioni, ma sempre contro avversari qualificati, come Galles e Irlanda.
Nel 2006, affronta in un test la Scozia  .
| Arbitro: | Matt Goddard |

|                                                                          |      |                 |
| 13’ Beattie 20’, 35’ Southwell 46’ Dewey 59’ Godman 63’ Hall 75’ Cusiter | mt   |                 |
| 13’, 46’, 59’, 63’, 75’ Godman                                           | tr   |                 |
| 25’ Godman                                                               | c.p. | 18’, 49’ Vlaicu |